# Departamento del Centro (Antioquia)
Centro fue uno de los departamentos en que se dividía el Estado Soberano de Antioquia (Colombia). Fue creado el 23 de agosto de 1864, a partir de la mayor parte del territorio de la provincia de Medellín. Tenía por cabecera a la ciudad de Medellín. El departamento comprendía el territorio de las actuales regiones antioqueñas del Valle de Aburrá, Suroeste y parte del Nordeste y Magdalena Medio.

## División territorial
El departamento al momento de su creación (1864) estaba dividido en los distritos de Medellín (capital), Amagá, Andes, Barbosa, Bolívar, Concordia, Copacabana, Caldas, Heliconia, Envigado, La Estrella, Fredonia, Guarne, Itagüí, Jericó, Girardota, Nueva Caramanta, Santo Domingo, San Cristóbal, San Pedro, Titiribí, Támesis, Valparaíso y Yolombó.
Para 1875 el distrito de La Plata fue suprimido y agregado al de Santo Domingo. A principios de la década de 1880 le fueron segregados los distritos de Amagá, Concordia, Heliconia, Fredonia y Titiribí para crear el departamento del Cauca, y los de Andes, Bolívar, Nueva Caramanta, Támesis y Valparaíso para crear el departamento del Suroeste, y se crearon los distritos de Puerto Berrío y San Roque.